# Slovenská Ľupča
Slovenská Ľupča (in tedesco Lipsch an der Gran, in ungherese Zólyomlipcse), è un comune della Slovacchia facente parte del distretto di Banská Bystrica, nella regione omonima.
Ha dato i natali all'architetto Emil Belluš.

## Storia
La città è citata per la prima volta nel 1250 come insediamento direttamente dipendente dalla Corona d'Ungheria e al quale erano stati concessi numerosi privilegi. Nel 1255  passò alla città di Banská Bystrica e poi a quelle di Ľubietová e di Brezno. In questo periodo, elementi germanici provenienti dall'Austria, dal Tirolo e dalla Boemia si insediarono nella città. Successivamente appartenne alla Camera di Banská Bystrica e dal 1672 al 1848 a varie famiglie nobili (Dóczy, Rubigall, Tribel, Széchy, Wesselény). Nel XIX secolo cominciò l'industrializzazione della città. Durante la seconda guerra mondiale, oppose una strenua resistenza alle armate tedesche. 
La città conserva un castello in stile gotico-rinascimentale del XIII secolo, meta di numerosi visitatori ogni anno, una chiesa del XIII secolo e le suggestive rovine di un monastero medievale.